# Мовна стійкість
Мовна стійкість — намір та поведінка особистості чи групи людей, спрямовані на послідовне, непохитне користування в щоденному спілкуванні певною мовою чи мовними засобами, незалежно від мови співрозмовника.

## Сучасне розуміння
Одним із найперших це поняття досліджував український соціолінгвіст Орест Ткаченко, доповнивши ним поняття «мовної стабільності» (англ. language stability), що характеризує стан мови. За його словами:
|  | Втративши свою мовну стабільність, народ завдяки мовній стійкості може поступово повернути й свою мовну стабільність, навіть зміцнити її. Втративши мовну стабільність і не маючи або не виробивши мовної стійкості, народ може втратити навіть найстабільнішу і найвпливовішу, найпоширенішу свого часу у світі мову, про що свідчать долі таких колись поширених світових мов, як давньоєгипетська, шумерська, аккадська (ассиро-вавилонська), хетська, що стали мертвими і тепер відомі лише з пам'яток. |

На думку Ореста Ткаченка, головні джерела, що живлять мовну стійкість:
- національна традиція,
- національна свідомість та солідарність,
- національна культура,
- національний мир і співробітництво з іншими народами.

Стійкість до вживання української мови називають українськомовною стійкістю.

## Стан мовної стійкості в Україні
Деякі дослідження виявляють занизький рівень мовної стійкості українців порівняно з російським населенням України, що, відповідно, загрожує українській мові зникненням.
Так, за розвідкою Тетяни Бурди (1999), 83,2 % молодих українців Києва при звертанні до них українською також відповідають українською. Але при звертанні до них російською мовою 90,6 % респондентів-українців переходить на російську. У той же час, росіян в Україні характеризує висока мовна стійкість: вони переважно відповідають російською і коли до них звертаються російською (98,2 %), і у відповідь на звертання українською (95,3 %).

## Мовна стійкість у художній літературі
Один з ранніх прикладів українськомовної стійкості знаходимо у поемі Тараса Шевченка «Сон»:
Штовхаюсь я; аж землячок,
Спасибі, признався,
З циновими ґудзиками:
«Де ты здесь узялся?»
«З України». — «Так як же ти
Й говорить не вмієш
По-здешнему?» — «Ба ні, — кажу, —
Говорить умію,
Та не хочу». — «Экой чудак! …»